# Greina – Piz Medel

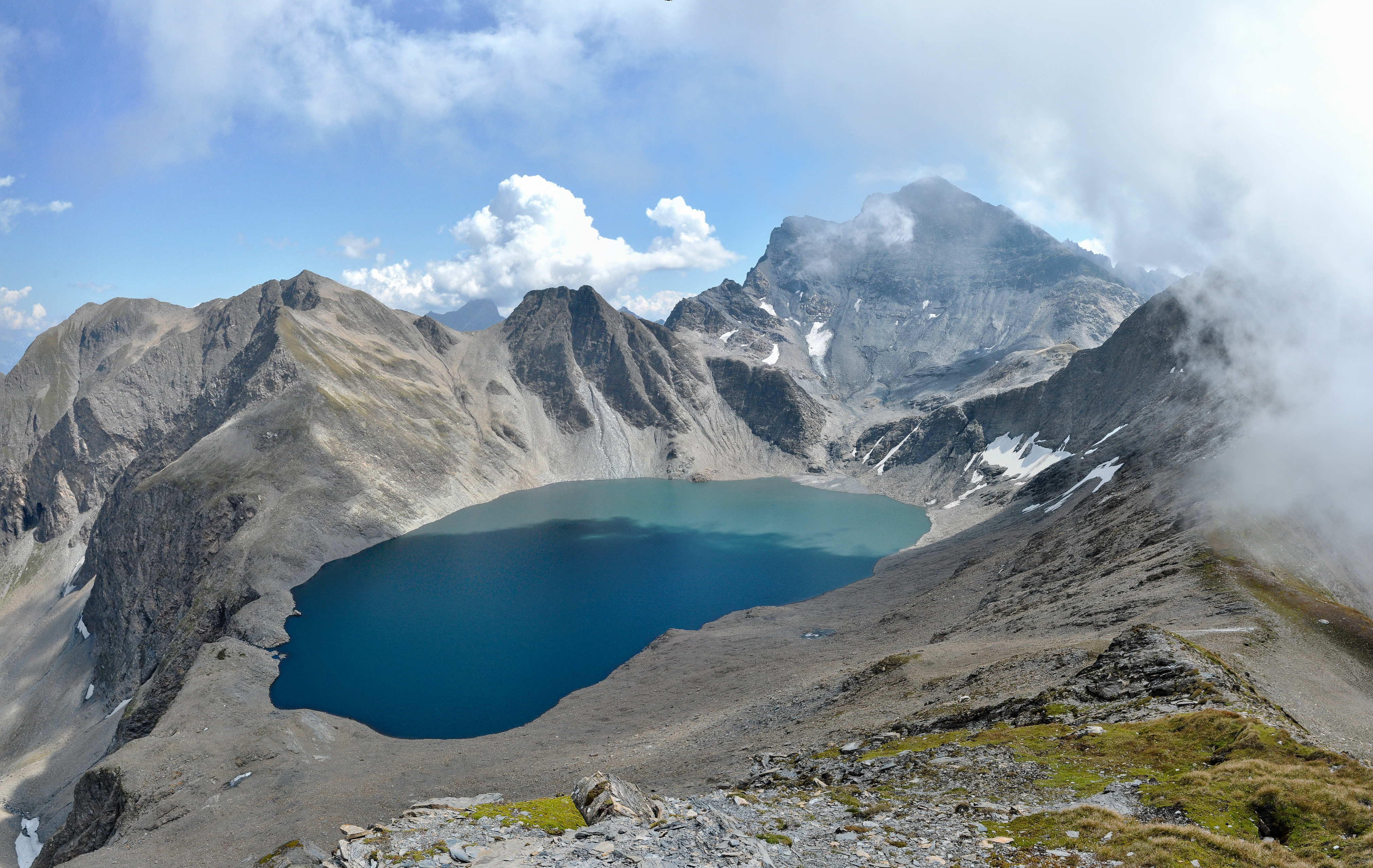
Laghet la Greina

Greina – Piz Medel ist ein seit 1996 im Bundesinventar der Landschaften und Naturdenkmäler von nationaler Bedeutung (BLN; italienisch Inventario federale dei paesaggi, siti e monumenti naturali d’importanza nazionale) ausgewiesenes Landschaftsschutzgebiet in den Schweizer Alpen an der Grenze der Kantone Graubünden und Tessin.
Das BLN-Gebiet umfasst Hochgebirgslandschaft der Adula-Alpen mit Quellgebieten von Zuflüssen des Rheins und des Tessins, der in den Po mündet. Durch das Landschaftsschutzgebiet verläuft somit auf dem Alpenhauptkamm ein Abschnitt der Europäischen Hauptwasserscheide.

## Geografie
Die im BLN definierte Landschaft hat eine Fläche von gut 150 Quadratkilometern. Sie erstreckt sich im Norden über Gebiete in den drei Bündner Gemeinden Lumnezia, Medel und Sumvitg und im Süden in der Tessiner Gemeinde Blenio.
Der nördlichste Punkt ist vom Gipfel des Piz Nadéls (2788 m ü. M.) auf der Grenze zwischen Sumvitg und Trun markiert, der östlichste befindet sich auf der Alp Scharboda am Oberlauf des Glenner im Lugnez, der südlichste liegt bei Ghirone nordöstlich von Campo im Bleniotal und der westlichste am Cristallinarhein in Medel oberhalb des Weilers Pardatsch Dadens.

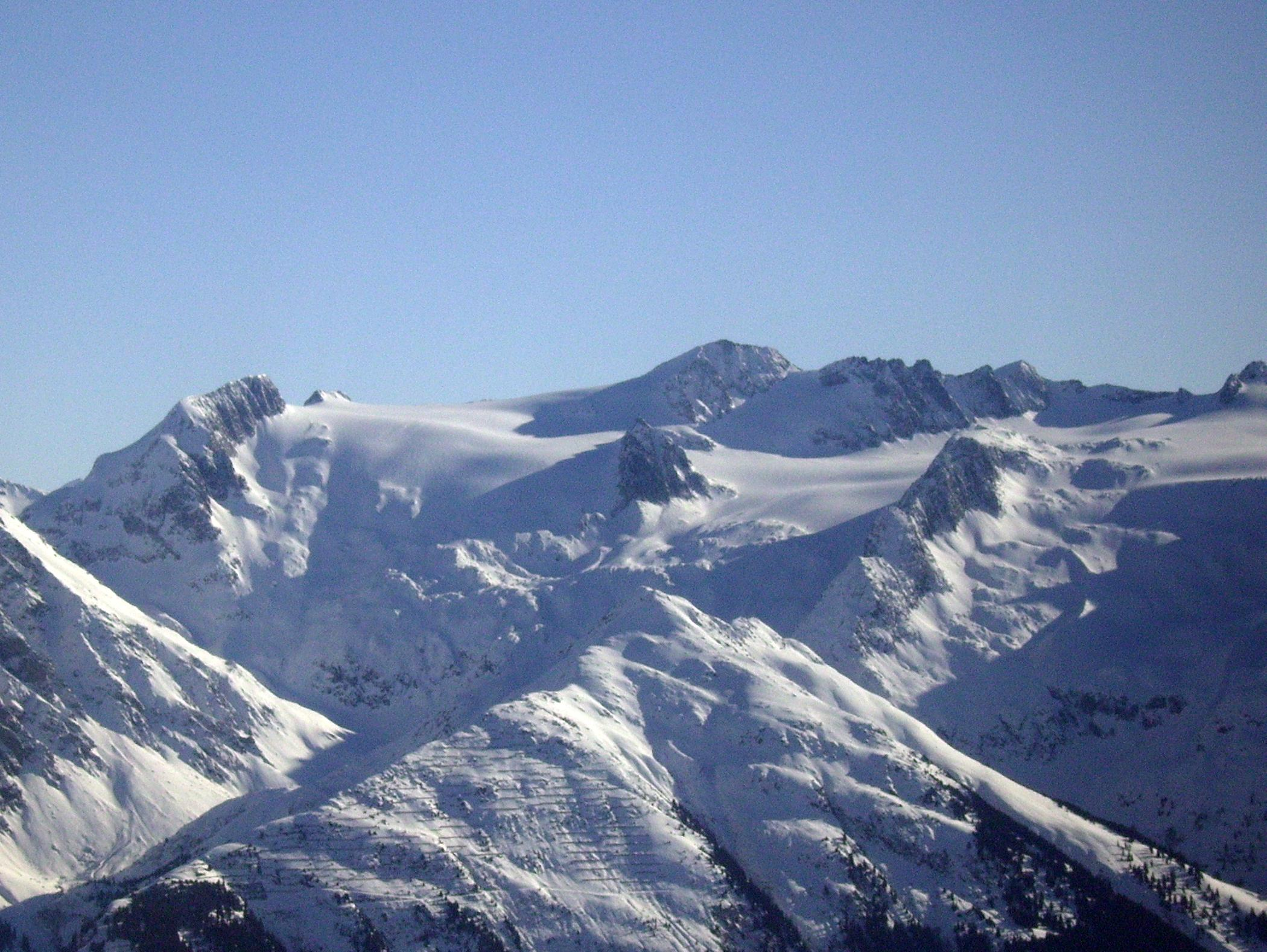
Piz Medel

Das Schutzgebiet ist um eine Gruppe von Gebirgsmassiven angeordnet, zu denen elf Dreitausender gehören: Im Nordwesten ist dies das Massiv der Medelsergruppe mit, Piz dalla Siala (3022 m ü. M.), Piz a Spescha (3108 m ü. M.) – dessen Name auf den Bündner Naturforscher Placidus a Spescha verweist –, Piz Cristallina (3127 m ü. M.), Piz Uffiern (3150 m ü. M.), Cima di Camadra (3210 m ü. M.) und Piz Medel (3210 m ü. M.), an das östlich der Piz Valdraus (3095 m ü. M.), der Piz Gaglianera (3121 m ü. M.), der Piz Vial (3167 m ü. M.) und der Piz Greina (3123 m ü. M.) anschliessen. In der Berggruppe im Nordosten mit dem Piz Nadéls (2788 m ü. M.) erreichen die höchsten Gipfel die Dreitausendermarke knapp nicht; der Piz Cavel hat eine Höhe von 2945 m ü. M. und der Piz Tgietschen 2857 m ü. M. In der östlichen Bergkette misst der Piz Terri 3149 m ü. M., während der Piz Alpettas 2978 m ü. M., der Piz Canal 2845 m ü. M. und der Piz Stgir 2978 m ü. M. erreichen.
Die am tiefsten gelegenen Stellen des Landschaftsschutzgebiets liegen im Norden und im Süden fast auf derselben Höhe: im Camadratal bei der Ortschaft Cozzera im Talboden des Brenno della Greina auf 1275 m ü. M. und im Norden im Somvixer Rhein oberhalb des Lag da Runcahez auf 1280 m ü. M. Diese Talabschnitte befinden sich somit fast 2000 Meter tiefer als der höchste Berggipfel, der Piz Medel.
Zwischen den drei Bergregionen liegt auf etwa 2300 m ü. M. das Hochtal der Greina mit dem Quellgebiet und dem Oberlauf des Rein da Sumvitg (deutsch «Somvixer Rhein»). Die weite Landschaft enthält wertvolle Geotope und Naturschutzgebiete, vor allem die national bedeutende Auenlandschaft „Plaun la Greina“ und das Moorgebiet Crap la Crusch.

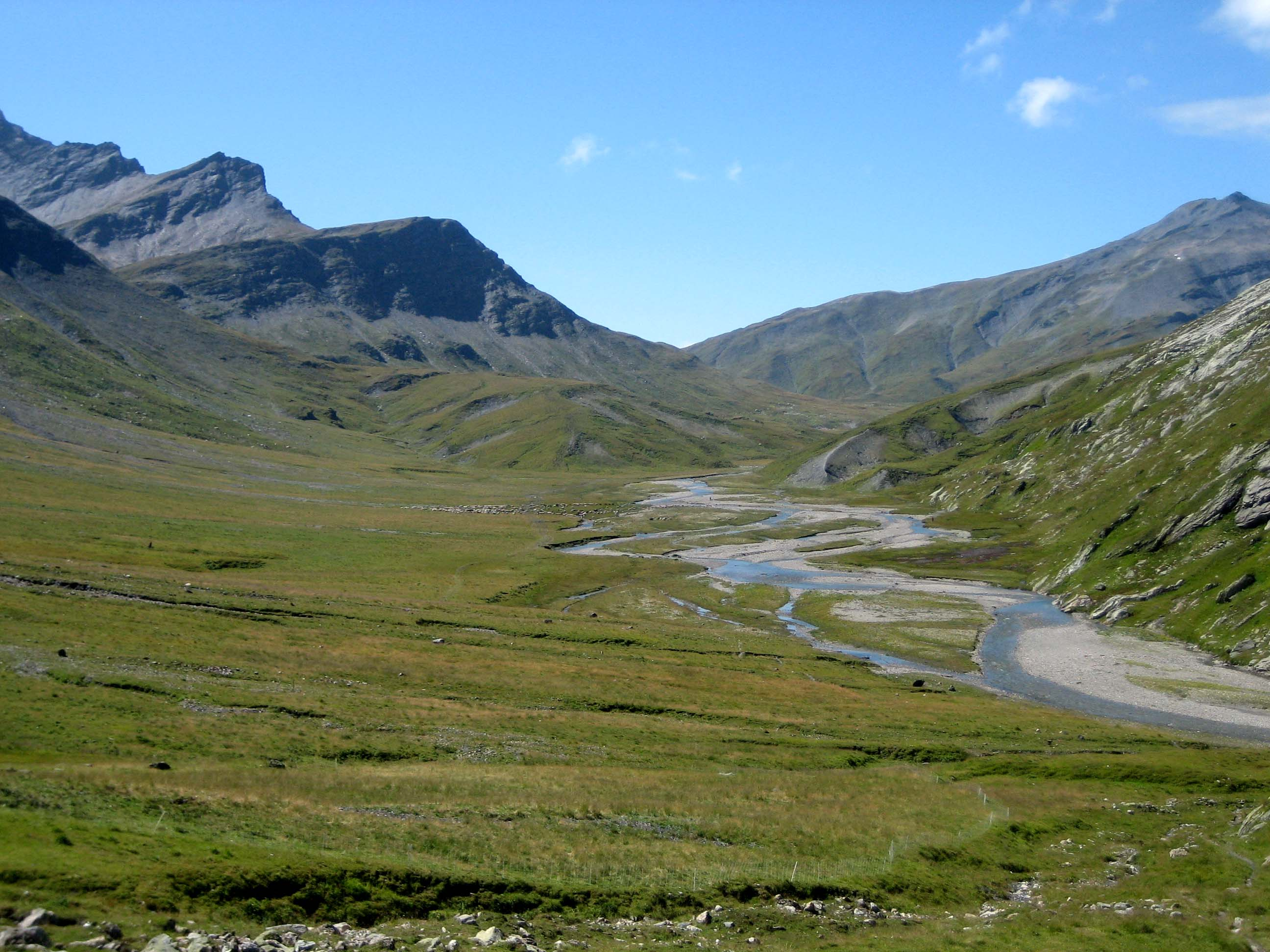
Auenlandschaft der Greina-Hochebene

Zum Gewässernetz im BLN-Gebiet gehören nördlich der Wasserscheide die Oberläufe des Rein da Cristallina, des Rein da Fuorns, des Rein da Plattas (Val Plattas), des Rein da Vigliut, des Rein da Sumvitg, der Aua Diesrut und des Glenner sowie im Süden des Ri di Mutarasc, des Ri di Larciöö, des Ri di Cavalasca und des Brenno della Greina. Der Laghet la Greina (2585 m ü. M.) ist der einzige grössere Bergsee, er liegt in einer weiten Mulde unter dem Piz Terri. Einige andere, kleinere Seen befinden sich am Cristallinapass, am Uffiernpass, in hohen ehemaligen Gletscherflächen des Val Lavaz und unterhalb des Greinagletschers. Zahlreiche kleine Weiher und Tümpel verteilen sich über die Moorlandschaft der Greina-Hochebene. Lago Retico am Cristallinapass und der Stausse Lago di Luzzone liegen knapp südlich der Grenze des Landschaftsschutzgebiets.
An den höchsten Bergen im Nordwesten der Landschaft liegen mehrere Gletscher, der grösste ist der Medelsergletscher, östlich davon in einer Talsenke der Lavaz-Gletscher. Die Gletschervorfelder sind im Bundesinventar der Auengebiete von nationaler Bedeutung verzeichnet.
Am Südhang des Pizzo Pianca liegt die fast 23 Hektar grosse national bedeutende Trockenwiese «Andirö».

## Kulturlandschaft
Im grösstenteils durch die Hochgebirgslandschaft geprägten Raum liegen einige Zonen und Einrichtungen der Kulturlandschaft. Der Bergweg über den Greinapass und die Nebenrouten über den Diesrutpass und bei Crap la Crusch sind historische Passrouten.
In allen Bergtälern liegen ausgedehnte Alpweiden mit Viehställen und Sennereigebäuden. Das Camadratal, das Cristallinatal und der mittlere Abschnitt des Somvixertals sind mit Fahrstrassen erschlossen. Luftseilbahnen für den Warentransport führen im oberen Camadratal zur Scalettahütte und im Garzoratal auf die Alp Motterascio mit der Motterasciohütte. Weitere SAC-Hütten sind die Terrihütte am Somvixer Rhein und die Medelserhütte.
Im Camadratal wird Wasser aus mehreren Fliessgewässern des Landschaftsschutzgebiets gefasst und dem Lago di Luzzone, wo es für das Kraftwerk Olivone gestaut wird.
Weite Bereiche der BLN-Landschaft sind seit 1992 bereits im Bundesinventar der eidgenössischen Jagdbanngebiete verzeichnet. Dazu gehören die Gebiete «Pez Vial/Greina» im Kanton Graubünden und «Greina» im Kanton Tessin.

## Schutzziele
Die BLN-Landschaft «Greina – Piz Medel» weist gemäss der Objektbeschreibung im Bundesinventar der Landschaften und Naturdenkmäler von nationaler Bedeutung mehrere Geotope und Vegetationszonen mit einem besonderen Wert auf. Nach dem System der Bundesinventare sind für die Region mehrere Schutzziele definiert worden. Vorgeschrieben ist die Erhaltung
- der Hochebene Plaun la Greina in ihrer Natürlichkeit und Unberührtheit;
- der Gebirgslandschaft mit ihrer natürlichen Dynamik;
- der Gewässer und Uferbereiche und ihrer Lebensräume in einem natürlichen und naturnahen Zustand;
- der Dynamik der Gletschervorfelder und der Fliessgewässer;
- der geologischen Aufschlüsse und des geomorphologischen Formenschatzes;
- der Lebensräume der Schwemmebenen mit ihren charakteristischen und reliktischen Pflanzen- und Tierarten;
- der Trockenwiesen in Qualität, Fläche und ökologischer Funktion sowie mit ihren charakteristischen Pflanzen- und Tierarten;
- der vielfältigen Lebensräume für wild lebende Säugetiere und Vögel, insbesondere für das Steinhuhn;
- der alpwirtschaftliche Nutzung und der Strukturelemente der Landschaft;
- der historischen Verkehrswege.